# Primera División de Paraguay 2012
Primera División de Paraguay 2012 var den högsta divisionen i fotboll i Paraguay för säsongen 2012 och består av två mästerskap - Torneo Apertura och Torneo Clausura. Vardera mästerskap bestod av tolv lag som spelade en match hemma och en match borta vilket innebar 22 matcher per lag och mästerskap. Primera División kvalificerade även lag till Copa Libertadores 2013 och Copa Sudamericana 2013. Mästare blev Cerro Porteño (Apertura) och Libertad (Clausura). 

## Poängtabeller
| Nr | Lag                | S  | V  | O | F  | GM | IM | MS  | P  |
| -- | ------------------ | -- | -- | - | -- | -- | -- | --- | -- |
| 1  | Cerro Porteño      | 22 | 16 | 1 | 5  | 40 | 23 | +17 | 49 |
| 2  | Olimpia            | 22 | 14 | 5 | 3  | 30 | 20 | +10 | 47 |
| 3  | Libertad           | 22 | 13 | 5 | 4  | 40 | 19 | +21 | 44 |
| 4  | Sol de América     | 22 | 11 | 2 | 9  | 38 | 27 | +11 | 35 |
| 5  | Nacional           | 22 | 10 | 3 | 9  | 40 | 32 | +8  | 33 |
| 6  | Guaraní            | 22 | 8  | 6 | 8  | 28 | 25 | +3  | 30 |
| 7  | Cerro Porteño (PF) | 22 | 7  | 6 | 9  | 26 | 29 | −3  | 27 |
| 8  | Sportivo Luqueño   | 22 | 6  | 8 | 8  | 23 | 30 | −7  | 26 |
| 9  | Independiente      | 22 | 6  | 7 | 9  | 28 | 42 | −14 | 25 |
| 10 | Sportivo Carapeguá | 22 | 4  | 8 | 10 | 23 | 29 | −6  | 20 |
| 11 | Rubio Ñu           | 22 | 5  | 3 | 14 | 24 | 40 | −16 | 18 |
| 12 | Tacuary            | 22 | 1  | 8 | 13 | 15 | 39 | −24 | 11 |

| Nr | Lag                | S  | V  | O  | F  | GM | IM | MS  | P  |
| -- | ------------------ | -- | -- | -- | -- | -- | -- | --- | -- |
| 1  | Libertad           | 22 | 13 | 8  | 1  | 44 | 16 | +28 | 47 |
| 2  | Nacional           | 22 | 14 | 2  | 6  | 36 | 16 | +20 | 44 |
| 3  | Guaraní            | 22 | 13 | 4  | 5  | 28 | 19 | +9  | 43 |
| 4  | Cerro Porteño      | 22 | 10 | 7  | 5  | 39 | 21 | +18 | 37 |
| 5  | Sportivo Luqueño   | 22 | 9  | 6  | 7  | 23 | 24 | −1  | 33 |
| 6  | Olimpia            | 22 | 8  | 8  | 6  | 33 | 31 | +2  | 32 |
| 7  | Cerro Porteño (PF) | 22 | 7  | 5  | 10 | 19 | 31 | −12 | 26 |
| 8  | Sol de América     | 22 | 5  | 10 | 7  | 24 | 26 | −2  | 25 |
| 9  | Sportivo Carapeguá | 22 | 7  | 4  | 11 | 30 | 34 | −4  | 25 |
| 10 | Tacuary            | 22 | 6  | 4  | 12 | 31 | 39 | −8  | 22 |
| 11 | Rubio Ñu           | 22 | 4  | 6  | 12 | 18 | 38 | −20 | 18 |
| 12 | Independiente      | 22 | 1  | 6  | 15 | 14 | 44 | −30 | 9  |

## Kvalificering för internationella turneringar
Primera División de Paraguay kvalificerade tre lag till Copa Sudamericana 2013 och fyra lag till Copa Libertadores 2013. Cerro Porteño och Club Libertad kvalificerade sig som mästare av Torneo Apertura respektive Torneo Clausura till både Copa Sudamericana och Copa Libertadores, medan Olimpia kvalificerade sig till Copa Libertadores som bäst placerade icke-mästare i den sammanlagda tabellen och Nacional och Guaraní kvalificerade sig till Copa Sudamericana som, utöver de förra, bästa lag i den sammanlagda tabellen.
| Nr | Lag                | S  | V  | O  | F  | GM | IM | MS  | P  |
| -- | ------------------ | -- | -- | -- | -- | -- | -- | --- | -- |
| 1  | Libertad           | 44 | 26 | 13 | 5  | 84 | 35 | +49 | 91 |
| 2  | Cerro Porteño      | 44 | 26 | 8  | 10 | 79 | 44 | +35 | 86 |
| 3  | Olimpia            | 44 | 22 | 13 | 9  | 63 | 51 | +12 | 79 |
| 4  | Nacional           | 44 | 24 | 5  | 15 | 76 | 48 | +28 | 77 |
| 5  | Guaraní            | 44 | 21 | 10 | 13 | 56 | 44 | +12 | 73 |
| 6  | Sol de América     | 44 | 16 | 12 | 16 | 62 | 53 | +9  | 60 |
| 7  | Sportivo Luqueño   | 44 | 15 | 14 | 15 | 46 | 54 | −8  | 59 |
| 8  | Cerro Porteño (PF) | 44 | 14 | 11 | 19 | 45 | 60 | −15 | 53 |
| 9  | Sportivo Carapeguá | 44 | 11 | 12 | 21 | 53 | 63 | −10 | 45 |
| 10 | Rubio Ñu           | 44 | 9  | 9  | 26 | 42 | 78 | −36 | 36 |
| 11 | Independiente      | 44 | 7  | 13 | 24 | 42 | 86 | −44 | 34 |
| 12 | Tacuary            | 44 | 7  | 12 | 25 | 46 | 78 | −32 | 33 |

Färgkoder:
     – Kvalificerade för både Copa Libertadores 2013 och Copa Sudamericana 2013.

     – Kvalificerade för Copa Libertadores 2013.

     – Kvalificerade för Copa Sudamericana 2013.

## Nedflyttning
Två lag flyttades ner inför kommande säsong. Dessa två lag bestämdes genom ett poängsnitt de tre senaste säsongerna. Tacuary och Independiente hade de senaste tre säsongerna ett poängsnitt på 0,985 respektive 0,977 poäng per match, vilket var de två lägsta siffrorna och lagen flyttades följaktligen ner. Det lag som låg närmast de nedflyttade var Sportivo Carapeguá som fick ett poängsnitt på 1,023 per match. De båda nykomlingarna inför säsongen (Sportivo Carapeguá och Cerro Porteño (PF)) klarade sig kvar till nästa säsong. De nedflyttade lagen ersattes med nya lag den kommande säsongen.
| Plac. | Lag                | Snitt | SM  | Poäng | 2010 | 2011 | 2012 |
| ----- | ------------------ | ----- | --- | ----- | ---- | ---- | ---- |
| 1ª    | Libertad           | 1,947 | 257 | 132   | 87   | 79   | 91   |
| 2ª    | Cerro Porteño      | 1,848 | 244 | 132   | 91   | 67   | 86   |
| 3ª    | Olimpia            | 1,803 | 238 | 132   | 71   | 88   | 79   |
| 4ª    | Nacional           | 1,795 | 237 | 132   | 77   | 83   | 77   |
| 5ª    | Guaraní            | 1,636 | 216 | 132   | 85   | 58   | 73   |
| 6ª    | Rubio Ñu           | 1,212 | 160 | 132   | 66   | 58   | 36   |
| 7ª    | Cerro Porteño (PF) | 1,205 | 53  | 44    | -    | -    | 53   |
| 8ª    | Sol de América     | 1,167 | 154 | 132   | 45   | 49   | 60   |
| 9ª    | Sportivo Luqueño   | 1,030 | 136 | 132   | 42   | 35   | 59   |
| 10ª   | Sportivo Carapeguá | 1,023 | 45  | 44    | -    | -    | 45   |
| 11ª   | Tacuary            | 0,985 | 130 | 132   | 37   | 60   | 33   |
| 12ª   | Independiente      | 0,977 | 86  | 88    | -    | 52   | 34   |